# Caféine (álbum)
Caféine es el segundo álbum del cantante francés Christophe Willem. Puesto en libertad el 25 de mayo de 2009 por la casa disquera Columbia. El único sencillo, hasta ahora, es "Berlín", y ha estado disponible para su descarga desde el 28 de marzo de 2009.

## Historia
Mediados de 2008, Christophe había confirmado la grabación de su segundo álbum de estudio, que fue puesto en libertad el 16 de abril de 2009, dos años para el día después de su primer álbum. Los rumores era que el álbum tendrá un sonido electrónico orientado a producir y por los productores Minogue. El 31 de octubre, Christophe-willem.com anunció la posibilidad de que el álbum incluirá un dueto con Kylie Minogue en la pista llamada Sensitized. El título "Caféine" se hizo oficial el 6 de febrero de 2009, pero otros rumores apareció. El primero dijo Jennifer Ayache, cantante francés de rock de la banda Superbus, Willem dio una canción llamada "Danzes". El cantante confirmó los rumores más tarde. La segunda es una adaptación francesa de State of Grace de Britney Spears, una demo no utilizados a partir del apagón sesiones. En algunas entrevistas, Willem hace su dueto con Kylie Minogue, la pista está producida por Guy Chambers como Heartbox. Ya estaba disponible en X publicado en 2007. Sin embargo, traducido al francés Christophe algunas partes de la canción. "Danzes" finalmente se llama Tu Te fous De Nous y Entre Nous y el Sol es una adaptación del francés del State of Grace

## Lista de canciones

### Edición Estándar
- 01. « Ouverture » Apertura
- 02. « L'homme En Noir » Hombre de Negro
- 03. « Sensitized » dueto con Kylie Minogue
- 04. « Berlin »
- 05. « La Demande » La Solicitud
- 06. « Entre Nous Et Le Sol » Entre Nosotros y Los Suelos
- 07. « Plus Que Tout » Más Que Cualquier Persona
- 08. « Coffee » Café
- 09. « Fragile » Frágil
- 10. « Trash » Papelera duet with Skye
- 11. « Tu Te Fous De Nous » Esto Es Para Nosotros
- 12. « Heartbox » Caja Acorazonada
- 13. « Yaourt & Lavabo » Yogur y Lavamanos
- 14. « Si Je Tombais » Sí Se Me Cayó (Acústico)

### Edición de Colección de Lujo
- 01. « Holé Holé » Hoyo Hoyo (versión original de « L'homme En Noir »)
- 02. « Berlin » (versión alternativa)
- 03. « La Demande » La Solicitud (Remix)
- 04. « Si Je Tombais » Sí Se Me Cayó
- 05. « Walk Away » El Camino duet with Skye